# Efecte desplaçament
L'efecte desplaçament també conegut com a efecte expulsió o crowding out és una situació en què la capacitat d'inversió econòmica de les empreses es redueix a causa del deute públic.
Quan augmenta el deute públic i l'emissió de títols públics, es desplaça la inversió privada. Aquest tipus de desplaçaments suposen un trastorn en les condicions financeres, ja que es redueixen els recursos disponibles. Es diu llavors, que la inversió privada està «desplaçada o expulsada» per la pública.
L'efecte desplaçament també es produeix quan pugen els tipus d'interès.

## Diners fungibles, recursos escassos
L'efecte desplaçament es recolza en dos fets econòmics fonamentals: la fungibilitat dels diners i l'escassetat dels recursos. Donada una capacitat productiva limitada, almenys a curt termini, qualsevol activitat addicional de l'Estat que hagi de ser finançada ho serà a costa d'alternatives privades. El mecanisme de finançament en si, ja sigui un augment d'impostos, una emissió de deute o la creació de diners mitjançant inflació monetària, sempre traurà un valor equivalent d'usos alternatius d'aquests recursos productius en mans privades. En altres paraules, tota despesa pública té un cost d'oportunitat en el consum i la inversió econòmica privada.
D'aquesta manera, en l'àmbit de l'evolució econòmica i social, des del punt de vista del liberalisme, si un mercat en el qual competissin la iniciativa pública i la privada complís tots els requisits de la competència perfecta (que no els compleix per molts motius), si la despesa pública és més encertada i eficient que la privada (és a dir, hi ha un augment de l'administració pública i dels serveis públics amb una orientació pública i la iniciativa privada gira al seu voltant), creixerà la iniciativa pública, però si passa el contrari (és a dir, hi ha un augment del sector empresarial i del consum amb una orientació privada i la iniciativa pública gira al seu voltant), creixeran la inversió i el consum privat.

## Força legal
No obstant això, per què en igualtat de condicions s'ha desplaçar la despesa pública a la inversió privada? La resposta és que l'Estat no està en igualtat de condicions. El monopoli legal sobre l'ús de la força, el control de l'emissió de moneda, el monopoli de l'Administració de Justícia, etc., fan que l'Estat tingui clars avantatges davant qualsevol entitat privada a l'hora de captar finançament, sigui voluntàriament o mitjançant la imposició fiscal.

## Domini públic
Als països d'economia mixta, el terme és utilitzat de manera menys específica per a l'augment de l'àmbit d'actuació de les administracions públiques i la consegüent reducció proporcional de l'àmbit legítim d'activitat dels drets de propietat privada. De forma generalitzada quan es nacionalitza un sector o específica quan s'expropia un bé. Un exemple és quan s'amplia la definició legal de béns de domini públic (aigua, aire, espectre radioelèctric, recursos minerals), excloent del comerç.

## Regulació
L'augment de la regulació en un sector (per exemple la legislació del contracte de treball o la llei de propietat horitzontal) pot desplaçar l'autoregulació o els contractes voluntaris preexistents.